# COSCO Shipping
China COSCO Shipping Corporation Limited (кит.: 中国远洋海运集团有限公司) — скорочено COSCO Shipping, є китайським державним багатонаціональним конгломератом зі штаб-квартирою в Шанхаї. Група зосереджена на послугах морського транспорту. COSCO Shipping було створено в січні 2016 року в результаті злиття COSCO Group і China Shipping Group.
Станом на березень 2020 року флот компанії був одним з найбільших у світі — 1310 суден місткістю 105,92 мільйона тонн.

## Попередники

### COSCO
China Ocean Shipping (Group) Company, заснована в 1961 році зі штаб-квартирою в Пекіні, була китайським державним транснаціональним транспортним конгломератом. Це був найбільший сухогруз у Китаї та один з найбільших операторів перевезення сухих навалом у всьому світі. Крім того, Група є найбільшим лінійним перевізником у Китаї. Його дочірня компанія з контейнерних перевезень — COSCO Container Lines — увійшла до 10 кращих у світі контейнерних перевізників з точки зору місткості флоту. У 2012 році COSCO був серед 15 кращих брендів Китаю.

### China Shipping

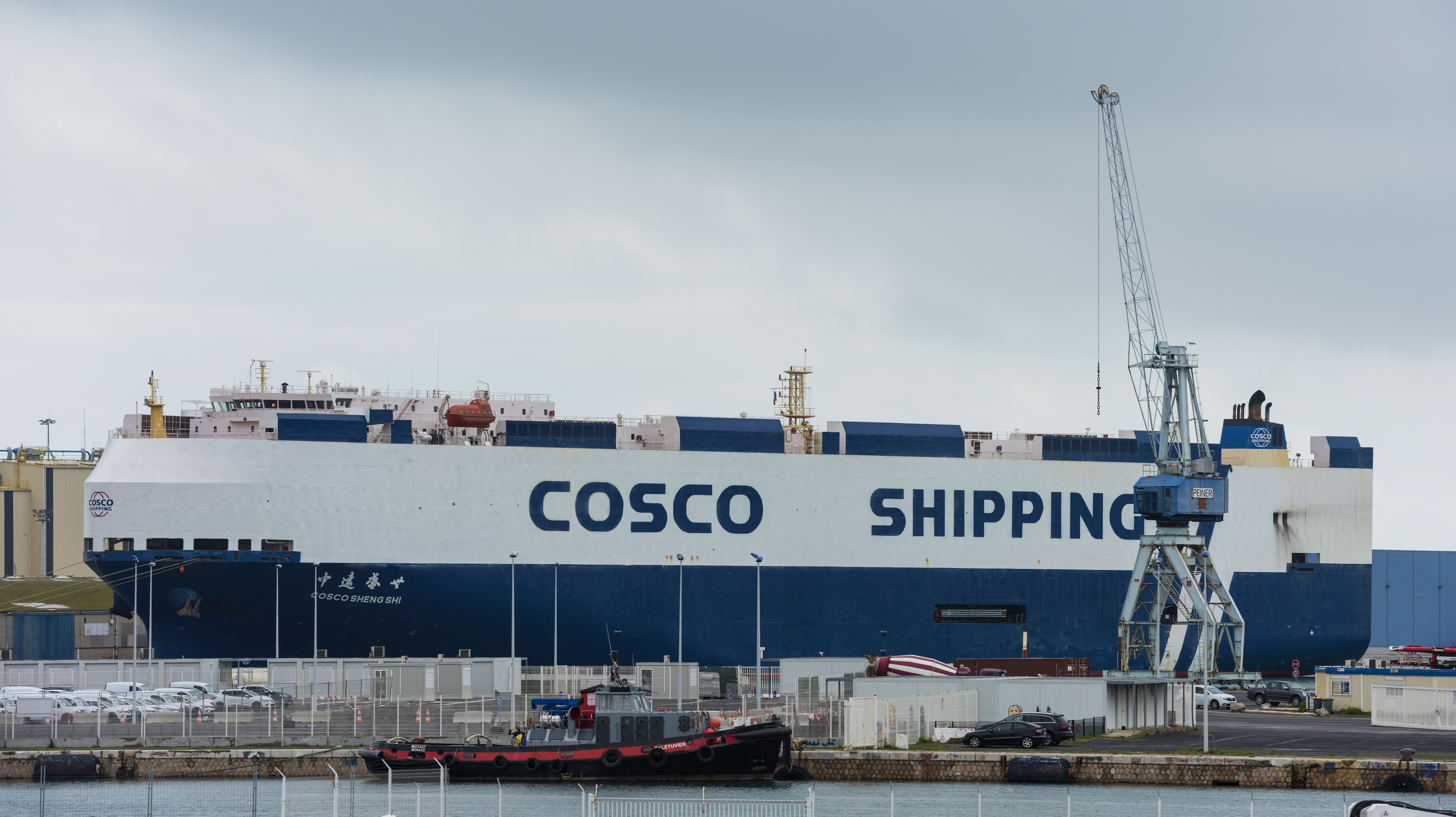
COSCO Shipping Shengshi, транспортне судно, в Сеті, 2018 рік.

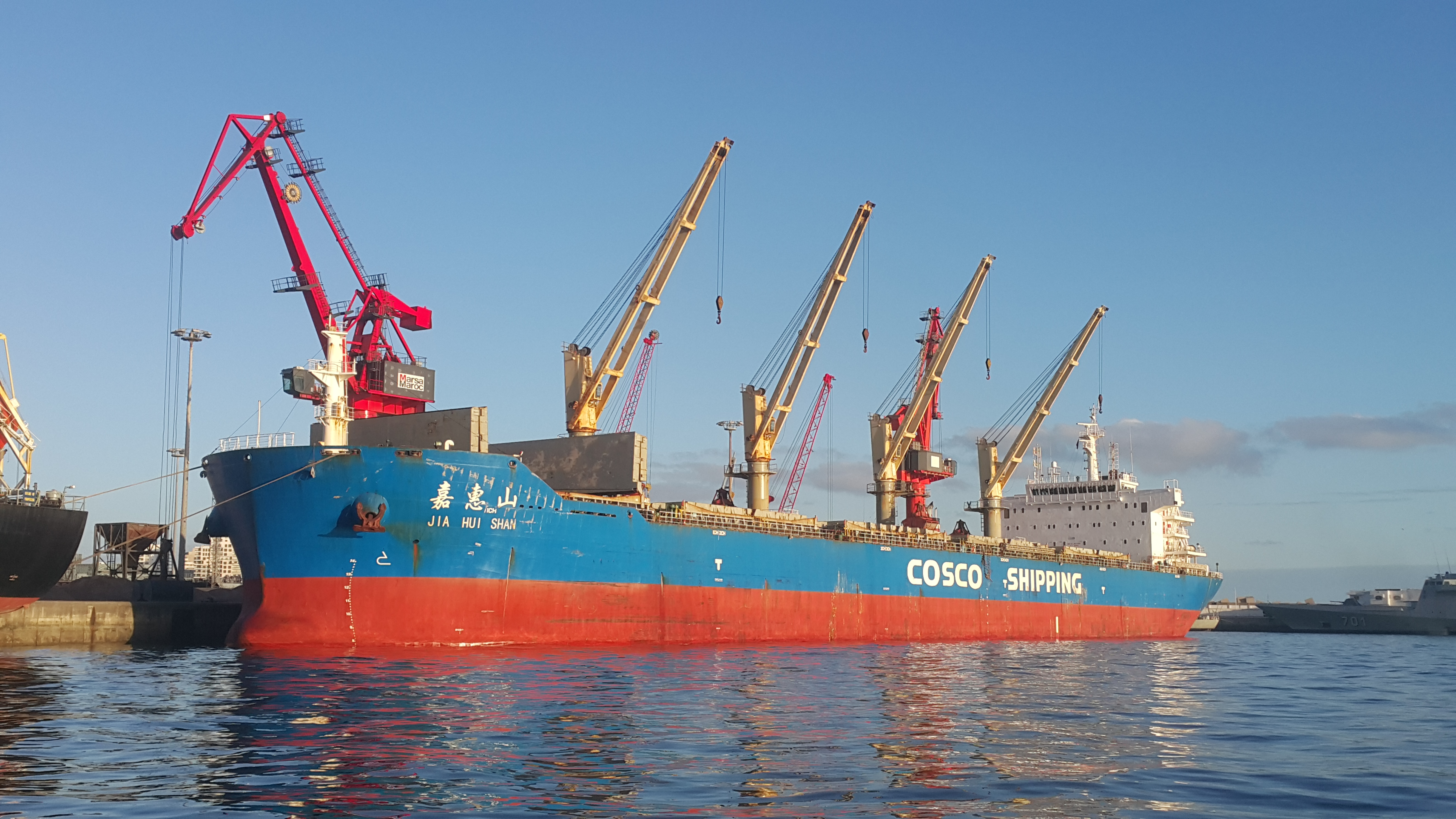
Jia Hui Shan, в порту Касабланки

China Shipping (Group) Company була заснована в 1997 році зі штаб-квартирою в Шанхаї. Група була китайським державним транснаціональним транспортним конгломератом. До травня 2014 року дочірня компанія China Shipping по контейнерним перевезенням — China Shipping Container Lines — експлуатувала 156 контейнерних суден місткістю 656 000 TEU. Контейнеровоз China Shipping Container Lines CSCL Globe був найбільшим у світі у 2014 році. Інші дочірні компанії China Shipping керували нафтовими танкерами, вантажними, пасажирськими судами та автовозами.

## Історія
У січні 2016 року Державна рада Китаю схвалила злиття COSCO і China Shipping, утворивши COSCO Shipping. Злиття, яке відбулося під час спаду в індустрії морського транспорту, було спрямоване на досягнення ефекту масштабу. Злиття також було частиною стратегії китайського уряду щодо реструктуризації державного сектору судноплавства.
Невдовзі після цього дочірня компанія COSCO Shipping Holdings у партнерстві з Shanghai International Port Group придбала контрольний пакет акцій Orient Overseas (International) у родини Дун Цзяньхуа. Угода була завершена в серпні 2018 року. Orient Overseas (International) є материнською компанією OOCL. Це зробить її однією з найбільших у світі компаній з перевезення контейнерів з флотом з понад 400 суден.
У квітні 2016 року компанія погодилася купити 51 % Пірейського портового управління, яке котирується на Афінській фондовій біржі (Athex: PPA) і є складовою індексу FTSE/Athex Large Cap. Його дочірня компанія Piraeus Container Terminal (PCT) керує двома причалами в порту Пірей з 2009 року.
У січні 2017 року компанія отримала 26,1 мільярда доларів від Китайського банку розвитку для участі в ініціативі «Один пояс і шлях». Фінансування триватиме до 2021 року. COSCO використала фінанси для інвестування у свої порти та інфраструктурні проєкти.
COSCO Shipping і його попередник COSCO мають підрозділ у Гонконзі, COSCO Shipping (Hong Kong) Limited, приватну компанію, раніше відому як Cosco (Hong Kong) Group Limited. У 1997 році вона придбала компанію COSCO Shipping International (на той момент Shun Shipping Holdings) як посередницьку реєстрацію, а у 2000-х роках купила у COSCO Shipping International підприємства нерухомості, такі як Shun Shipping Construction та офісну будівлю. необхідні роз'яснення Сама Cosco (HK) Group також придбала 20 % акцій Lai Sun Hotels у 1997 році. Однак після азійської фінансової кризи 1997 року Lai Sun Development, материнська компанія Lai Sun Hotels, скасувала IPO Lai Sun Hotels і замість цього продала всі активи Lai Sun Hotels.
Компанія була акціонером китайського забудовника Sino-Ocean Group. Частка була продана у 2010 році. Повідомлялося, що SASAC Держради наказав державним компаніям продати підрозділи розвитку нерухомості, якщо це не є їх основним бізнесом.

## COSCO Shipping Holdings
COSCO Shipping Holdings Co., Ltd., раніше China COSCO Holdings Company Limited була заснована в Китайській Народній Республіці у 2005 році. Це внесена до переліку флагманська компанія та дочірня компанія China Ocean Shipping (Group) Company («COSCO Group»), найбільша інтегрована судноплавна компанія в Китаї й друга за величиною у світі.
China COSCO Holdings надає широкий спектр контейнерних перевезень, перевезень сухих мас, логістики третьої сторони, експедування вантажів, лізингу терміналів і контейнерів на внутрішньому та міжнародному рівні. Її штаб-квартира знаходиться в Шанхаї.